# Rol de confessados
O rol de confessados era um livro ou registo elaborado por cada igreja paroquial, com o objectivo de registar quem se confessava durante a quaresma de cada ano e se comungava ou não.
Continha os fogos existentes em todas as ruas da povoação, cada um com um número, dando conta de quem lá morava, incluindo criados e crianças.[]
Tomando como exemplo a definição do Arquivo Distrital de Aveiro, ao apresentar o "rol dos confessados" que lá existe, trata-se do "Rol ou arrolamento de registo de todos os elementos de uma habitação com idade de confessar e comungar. A sua realização era imposta aos párocos como obrigatória pelas diversas constituições sinodais, que transcreveram as demandas do Concílio Tridentino. Cada pároco tinha que arrolar os seus paroquianos no período antes da quaresma. Ao fiel cristão cabia a obrigatoriedade de se dar ao rol, sendo um requisito fundamental para ser considerado freguês.
Compõe o rol os lugares da freguesia, ruas, com os respectivos fogos, e as famílias de cada fogo e outros elementos do agregado familiar."[]